# Arkadiusz Lisiecki
Arkadiusz Lisiecki (ur. 12 stycznia 1880 w Poznaniu, zm. 13 maja 1930 w Cieszynie) – polski duchowny rzymskokatolicki, biskup diecezjalny katowicki w latach 1926–1930.

## Życiorys
Urodził się w 1880 jako syn Romana i Barbary z Kolendowiczów. Wykształcenie otrzymał w Paryżu i Rzymie, egzamin maturalny złożył w 1901 w Gimnazjum św. Marii Magdaleny w Poznaniu.
Święcenia kapłańskie przyjął 17 grudnia 1904. Po święceniach objął placówkę jako wikariusz w Ostrowie. Przed 1905 był członkiem Ligi Narodowej. Był czynnym członkiem Towarzystwa Czytelni Ludowych, od 1907 – redaktorem kwartalnika „Czytelnia Ludowa”, od 1910 – pisma Związku Katolickich Towarzystw Robotników Polskich „Robotnik”. W 1910 został członkiem kapituły kolegiackiej św. Marii Magdaleny. Pełnił liczne odpowiedzialne funkcje kościelne i społeczne: redaktor miesięcznika „Stowarzyszenie”, członek redakcji „Przewodnika Katolickiego”. W lipcu 1916 został proboszczem w Bninie pod Poznaniem. W 1918 zaangażował się w życie polityczne, biorąc udział w rozmowach z Józefem Piłsudskim i Ignacym Daszyńskim na temat tworzenia rządu polskiego. Został wybrany na delegata powiatu śremskiego do Polskiego Sejmu Dzielnicowego i na członka Naczelnej Rady Ludowej w Poznaniu. 1 października 1924 podjął obowiązki profesora teologii moralnej i prawa kanonicznego w seminarium duchownym w Gnieźnie.
Po odejściu biskupa Augusta Hlonda na stolicę prymasowską został mianowany przez papieża Piusa XI 24 czerwca 1926 biskupem diecezjalnym diecezji katowickiej. Konsekrację otrzymał z rąk prymasa Augusta Hlonda 24 października 1926, a 30 października objął rządy w diecezji. Za dewizę swej posługi biskupiej przyjął słowa „Ut unum sint” (Aby byli jedno).
Występował przeciwko wielu śląskim księżom, którzy popierali chadecję i Wojciecha Korfantego. Sympatyzował z obozem sanacyjnym.
Zmarł nagle w Cieszynie 13 maja 1930. Pochowany został w kościele Świętych Apostołów Piotra i Pawła w Katowicach. W 1991 trumnę przeniesiono do krypty katowickiej katedry Chrystusa Króla.
Autor pracy monograficznej Stary kościół parafialny w Ostrowie (1906), zbioru Wybór najważniejszych pieśni kościelnych (1906) oraz rozpraw Jak pracować dla czytelni ludowych? (1908) i Kolportaż pożytecznych pism i książek (1909). Tłumacz i redaktor od 1923 serii wydawniczej „Pisma Ojców Kościoła”.

## Odznaczenia, upamiętnienie
27 listopada 1929 „za zasługi na polu pracy narodowej” został odznaczony Krzyżem Komandorskim z Gwiazdą Orderu Odrodzenia Polski.
Imieniem biskupa Lisieckiego zostały nazwane ulice w Katowicach, Chorzowie i Ostrowie Wielkopolskim. Przy tym w Katowicach chodzi o dwie różne lokalizacje. Pierwotnie nazwę ulicy Lisieckiego nadano w drugiej połowie lat 30. ówczesnej ulicy Polnej, łączącej ulice Tadeusza Kościuszki i Wita Stwosza. W latach 60. ulicę tę przemianowano na dzisiejszą ul. Marcina Szeligiewicza. Po 1991 r. imię biskupa Lisieckiego nadano w Katowicach ponownie, tym razem dawnej ul. Pawła Bluszcza, równoległej do ul. Mikołowskiej.